# カルカール州
カルカール州 (カルカールしゅう、Karkaar Region, Karkar, ソマリ語: Gobolka Karkaar) はプントランドが独自に設けた行政区画。ソマリアの本来の行政区画ではバリ州の一部に当たる。

## 経緯
2003年12月4日、プントランド政府はベンダーカシム、カルカール、ハイランの4地域を設けた、と発表した。カルカール州はバリ州から分離した。
2009年のプントランド憲法には、プントランドはバリ、ヌガール、スール、アイン、カルカール、ムドゥグ、ハイラン、サナアグの8地区である、と記載されている。
2011年3月、カルカール州のBandar Bayla地区のHol-Caanoodでプントランド軍と海賊が戦闘となり、プントランド兵2名、海賊11人が死亡した。
2012年9月、カルカール州にプントランド選挙の重要性を訴えるため、中心都市カルドにプントランド選挙委員長が訪問した。
2014年12月、カルカール州のラコ・ラーコとXoonbeysで戦闘が発生し、5人が死亡した。Ugaar Saleebaan氏族とCali Saleebaan氏族の争いであり、プントランド政府が調停した。戦いは過去6年以上続いており、2009年から50人以上が死亡している。
2015年5月、自然資源管理プロジェクトが、プントランド環境省とカルド（カルカール州の中心都市）との間で提携された。
2017年夏、このあたりで大規模な旱魃が発生し、遊牧民の家族1万がカルカール州のベイラに移住した。
2020年4月、カルド（カルカール州の中心都市）で大規模な水害が発生した。ソマリア連邦政府はプントランド政府を通じて100万ドルを援助した。

## 主要都市
- カルド
- ベイラ

## 知事
Guddoomiyaha gobolka Karkaar
- Cabdulaahi Maxamed Barre Caato [10]
- SaidMohamed Fahiye 2019年[11]